# Société des chemins de fer de la Manche

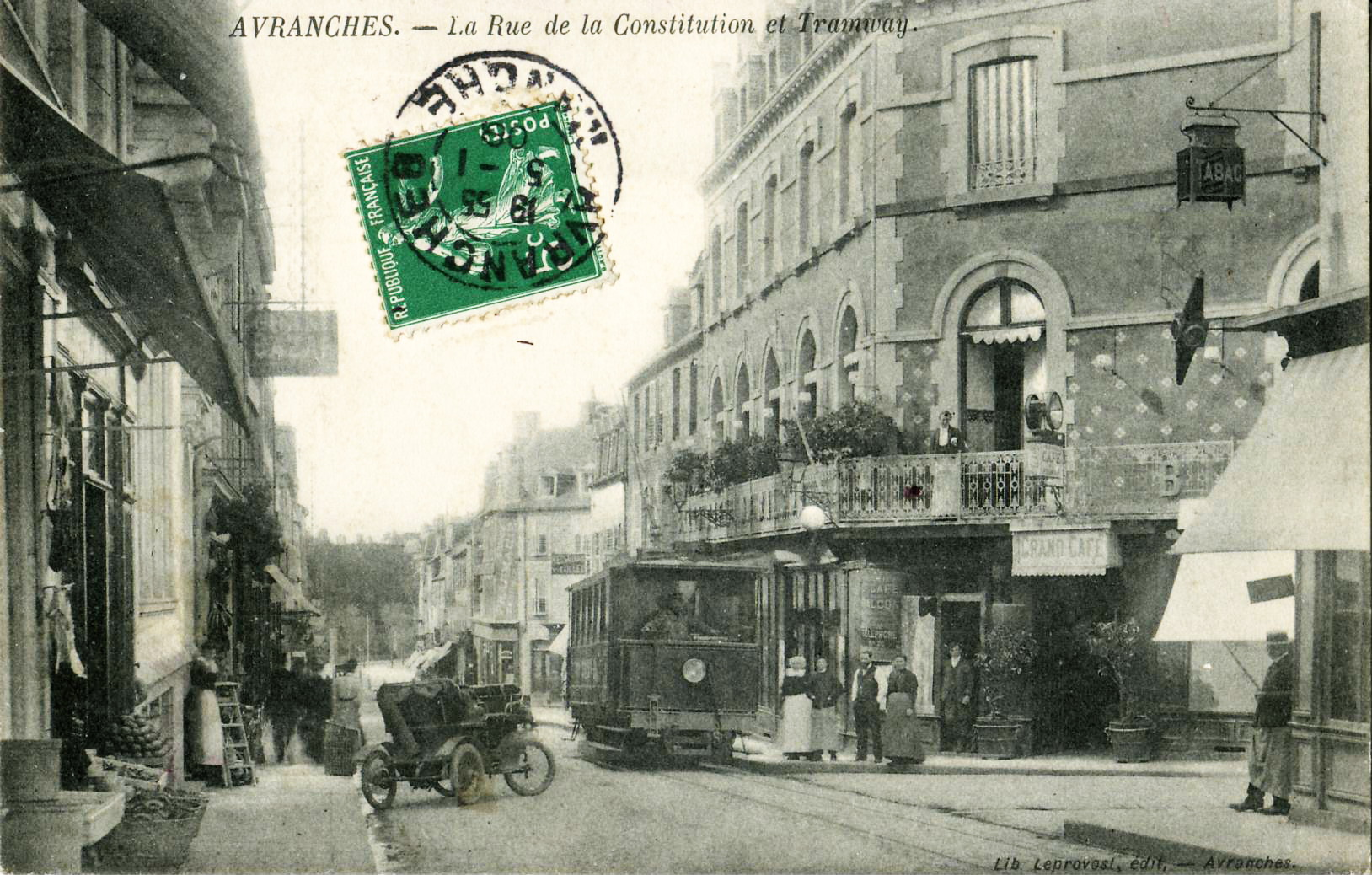
Le Tramway d'Avranches, exploité de 1907 à 1915 par la Compagnie

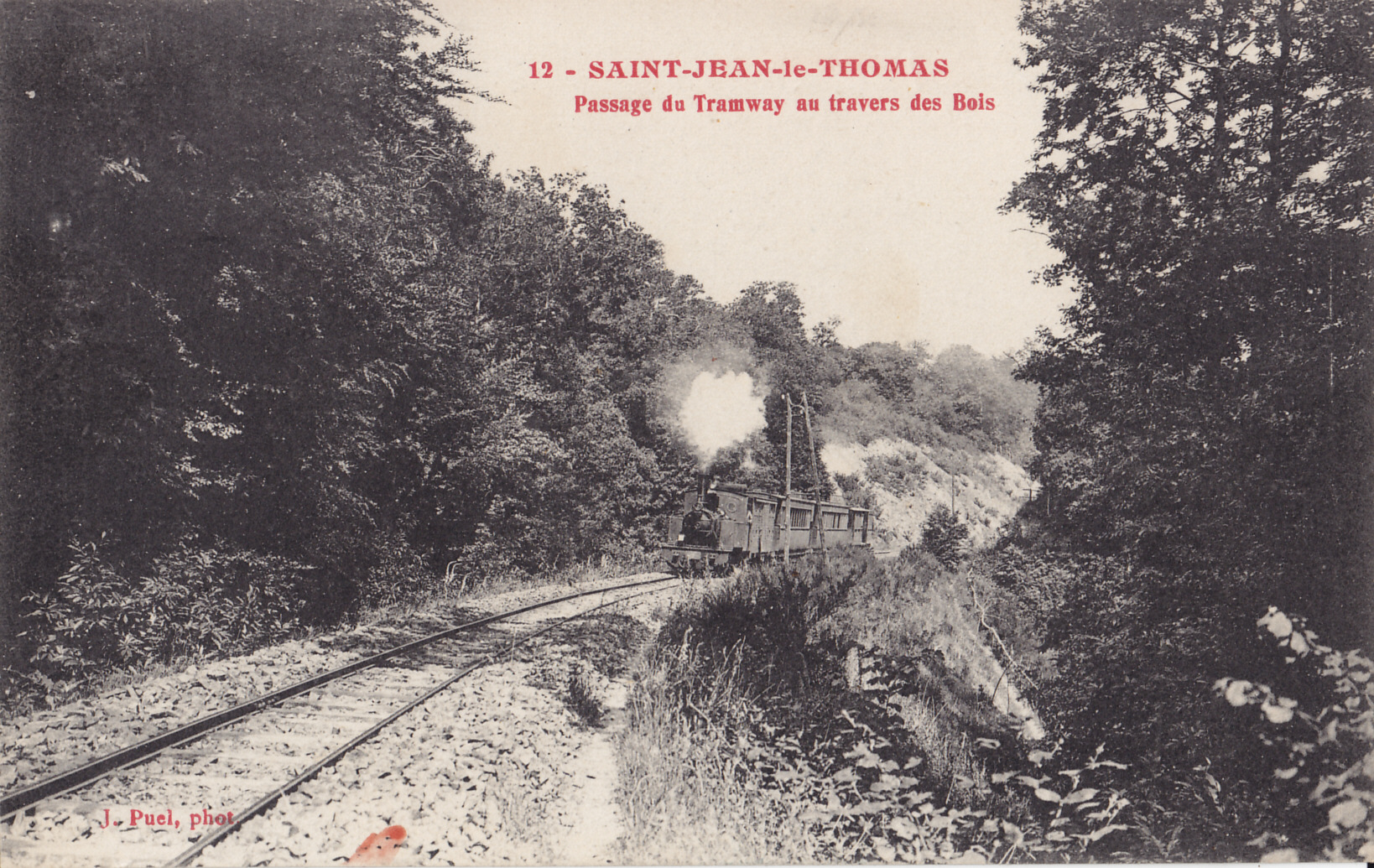
La ligne de Granville à Sourdeval à travers les bois de Saint-Jean-le-Thomas.

La Société des chemins de fer de la Manche (CFM) est une entreprise créée en 1904 pour construire et exploiter un chemin de fer dans le département de la Manche.

## Historique
La société a été constituée le 22 novembre 1904, avec un capital de 4 200 000 francs, par le comte Louis de Ségur-Lamoignon, vice-président de la Compagnie des wagons-lits, qui prend la présidence du conseil d'administration, comme filiale de la Société française de tramways électriques et de chemins de fer.

## Les lignes
Le réseau était constitué des lignes suivantes :
- Barfleur - Cherbourg, à voie normale (30 km), exploitée de 1911 à 1928 par les CFM, puis par d'autres compagnies ;
- Coutances - Lessay (37 km), à voie métrique, exploitée de 1909 à 1932 ;
- Sainte-Mère-Église - Pont-l'Abbé-Picauville	(10 km), à voie métrique, exploitée de 1907 à 1914 ;
- Tramway d'Avranches (3 km), à voie métrique, exploitée de 1907 à 1914, et qui relie la ville à sa gare ;
- Granville - Condé-sur-Vire - Saint-Lô (80 km), principalement à voie métrique, mais dont la section de 12 km entre Condé-sur-Vire - Saint-Lô était à double écartement (voie métrique à l'intérieur de la voie normale), ouverte de 1909 à 1921, exploitée jusqu'à 1936 ;
- Landivy - Saint-Hilaire-du-Harcouët (17 km), à voie métrique, exploitée de 1909 à 1938.
- Granville - Sourdeval, à voie métrique (71 km), exploitée de 1908 à 1935[3].